# Elektrárna Ervěnice
Elektrárna Ervěnice je zaniklá tepelná elektrárna, která stávala na rozhraní katastrálních území Ervěnice a Komořany u Mostu. Její nejstarší část s výkonem 45 MW byla postavena v letech 1923–1926 a elektřinou zásobovala především Prahu. Šest let po dokončení byla rozšířena o další blok s výkonem 25 MW a v letech 1948–1950 byl zprovozněn blok Ervěnice II s celkovým výkonem 160 MW. Elektrárna spalovala nekvalitní hnědé uhlí těžené v sousedních jámách lomu Hedvika. Blok Ervěnice I byl uzavřen roku 1965 a Ervěnice II ukončily provoz v roce 1980. Poté byla většina budov zbořena.

## Historie
Stavbu ervěnické elektrárny si ve dvacátých letech dvacátého století vynutila rostoucí spotřeba elektřiny v Praze, ale i všeobecná elektrifikace a plánovaná soběstačnost republiky při výrobě dusíkatých hnojiv. Výstavbu zajišťovala akciová společnost Ústřední elektrárny, jejímiž akcionáři se stali československý stát, zemská samospráva a město Praha. Rozpočet na výstavbu elektrárny s dálkovým vedením a transformovnou v Praze byl 220 miliónů korun. Vzhledem k velkému množství levného odpadního hnědého uhlí bylo rozhodnuto o stavbě elektrárny v severočeské hnědouhelné pánvi.
Společnost vybírala ze čtyř alternativních lokalit, z nichž jedna se nacházela u lomu Hedvika poblíž Ervěnic, druhá byla u Března či Brančíků s uhlím z uhelných polí firmy Lanna a zbývající se nacházely v okolí Poláků, Lomazic a Nechranic, kde mohly být zdrojem uhlí lom Prokop u Blova nebo důl Svatopluk u Vilémova.
Vzhledem k velikosti zásob uhlí a ceně jeho dopravy do elektrárny byla nakonec zvolena lokalita u Ervěnic. V jejím případě byla zvažována také varianta s elektrárnou u Tvršic, kam by se uhlí z lomu Hedvika dopravovalo lanovkou. Výhodou umístění elektrárny v Tvršicích byla možnost průtočného chlazení vodou z Ohře, díky které by nebylo nutné stavět chladicí věže. O konečném umístění rozhodly rozdílné náklady na dopravu uhlí a vody. Cena za dopravu uhlí do Tvršic se předpokládala asi 43 haléřů na jednu vyrobenou kilowatthodinu, zatímco doprava vody z Tvršic do Ervěnic měla stát 32 haléřů na kilowatthodinu.

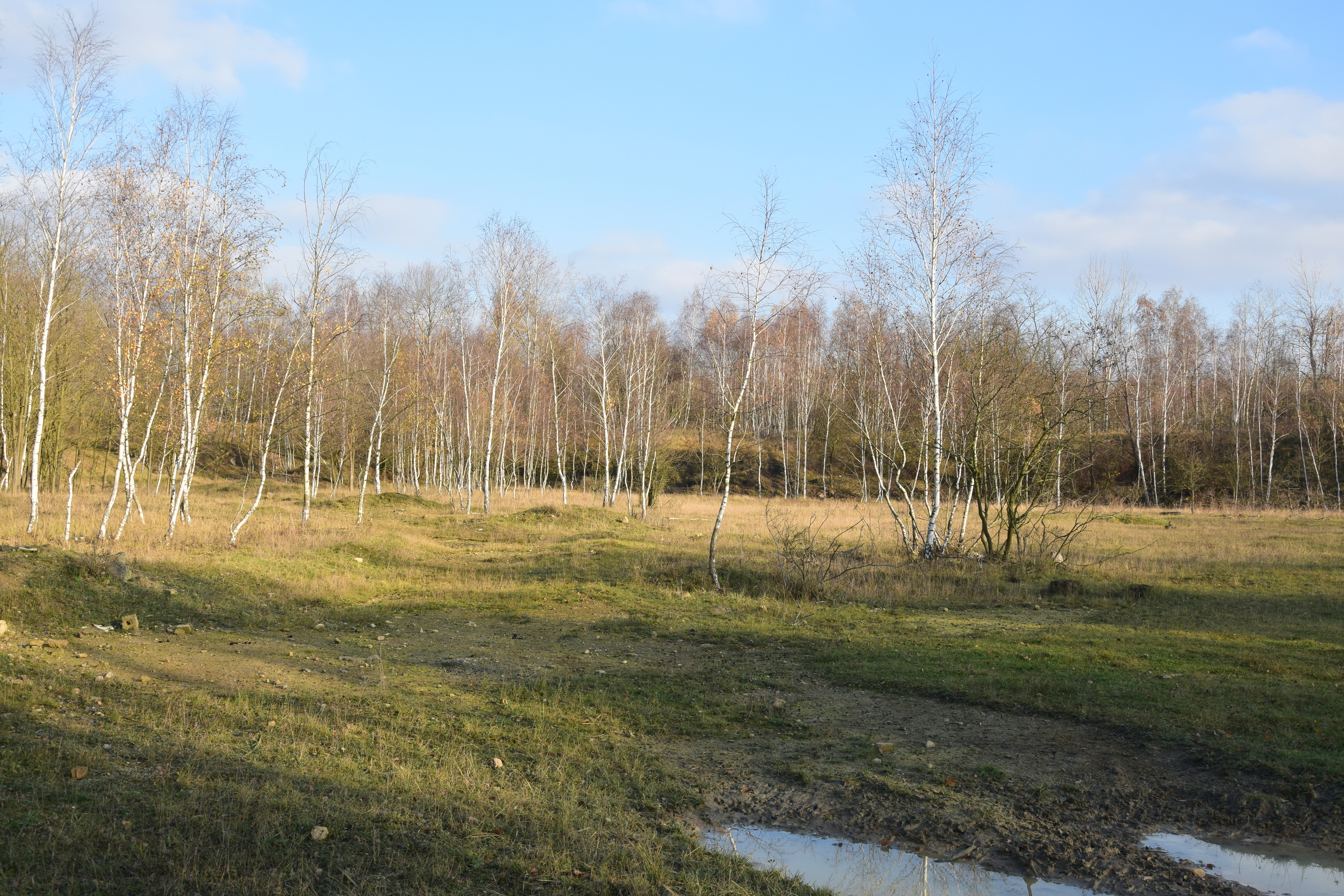
Volné prostranství v areálu elektrárny

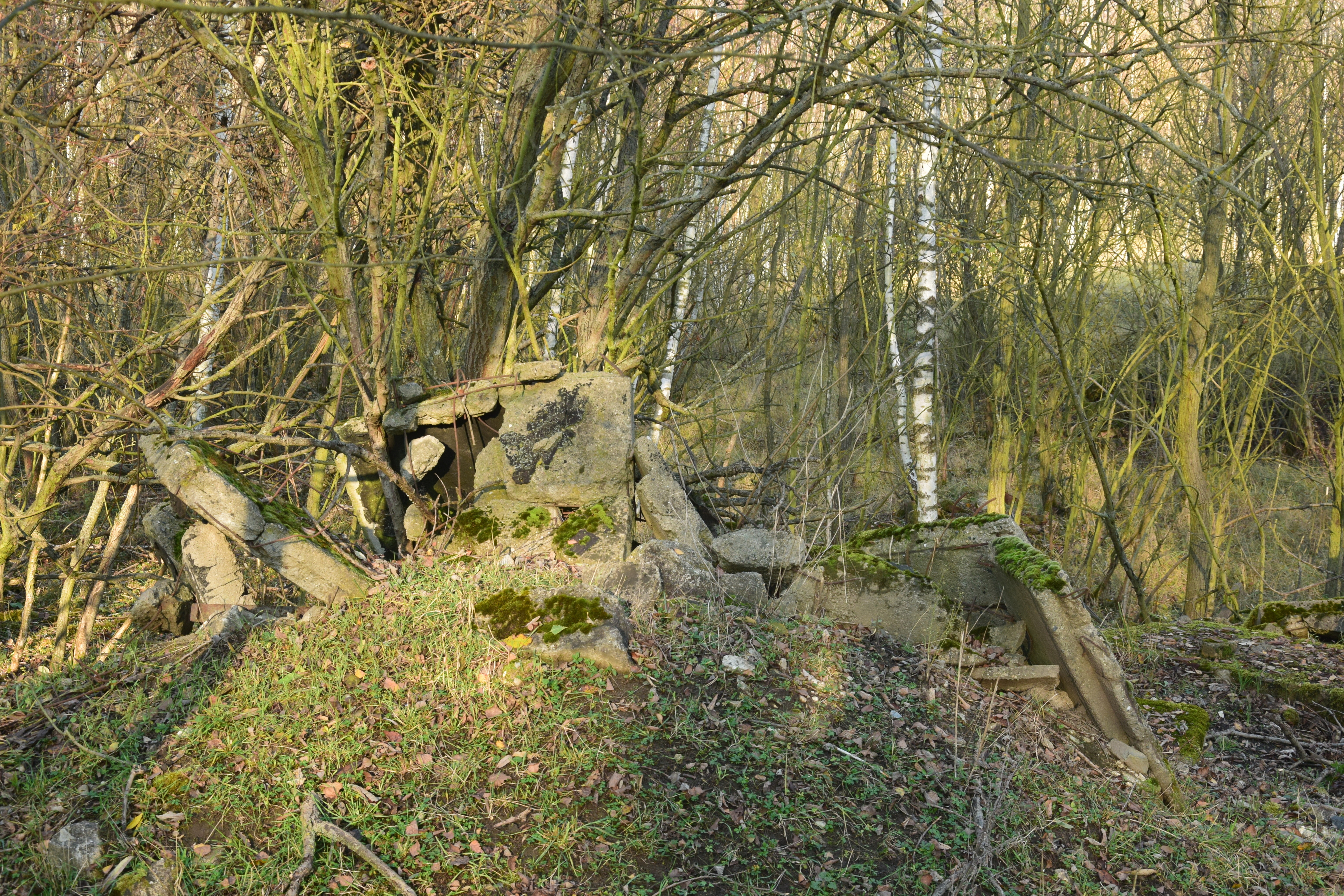
Stavební suť

Místo, kde byla elektrárna postavena, spočívalo na tzv. hluchém kuželu, který v podloží neobsahoval uhlí, ale byl obklopen lomy, a jeho pozemky proto byly velmi levné. Samotná výstavba elektrárny a potřebné infrastruktury proběhla v letech 1923–1926. Elektrárna poté disponovala trojicí turbosoustrojí s celkovým výkonem 45 MW a v roce 1932 byl spuštěn nový výrobní blok s výkonem 25 MW. Společnost Ústřední elektrárny od roku 1936 vlastnila také střekovskou elektrárnu, kterou po obsazení Sudet roku 1939 koupila společně s ervěnickou elektrárnou říšská společnost Elektrowerke, A. G., Berlin. Elektrárna však i nadále zásobovala elektřinou především Prahu. Vzhledem k rozvoji průmyslu v okolí elektrárny začala během druhé světové války výstavba dalšího bloku označovaného jako Ervěnice II. Starší část elektrárny se od té doby označovala jako Ervěnice I. Druhý blok byl uveden do provozu v letech 1948–1950. Fungovalo v něm pět turbín, každá o výkonu 32 MW. Ve snaze omezit znečišťování ovzduší byly v Ervěnicích II instalovány elektrostatické odlučovače jemných prachových částic.
Elektrárna Ervěnice I ukončila provoz v roce 1965. Blok Ervěnice II dosloužil 31. března 1980. Zásobování dolů teplem z ervěnických kotlů však probíhalo až do června téhož roku. Za dobu fungování elektrárna spotřebovala 44 miliónů tun uhlí a vyrobila 28 298 000 MWh elektrické energie. Plánovala se výstavba bloku Ervěnice III, která měla začít po roce 1990, ale nikdy k ní nedošlo. Naopak, už během osmdesátých let byla většina elektrárny zbořena. Stát zůstal jen tzv. hlubinný zásobník uhlí, vrátnice a část obytných a administrativních budov.

## Zásobování vodou

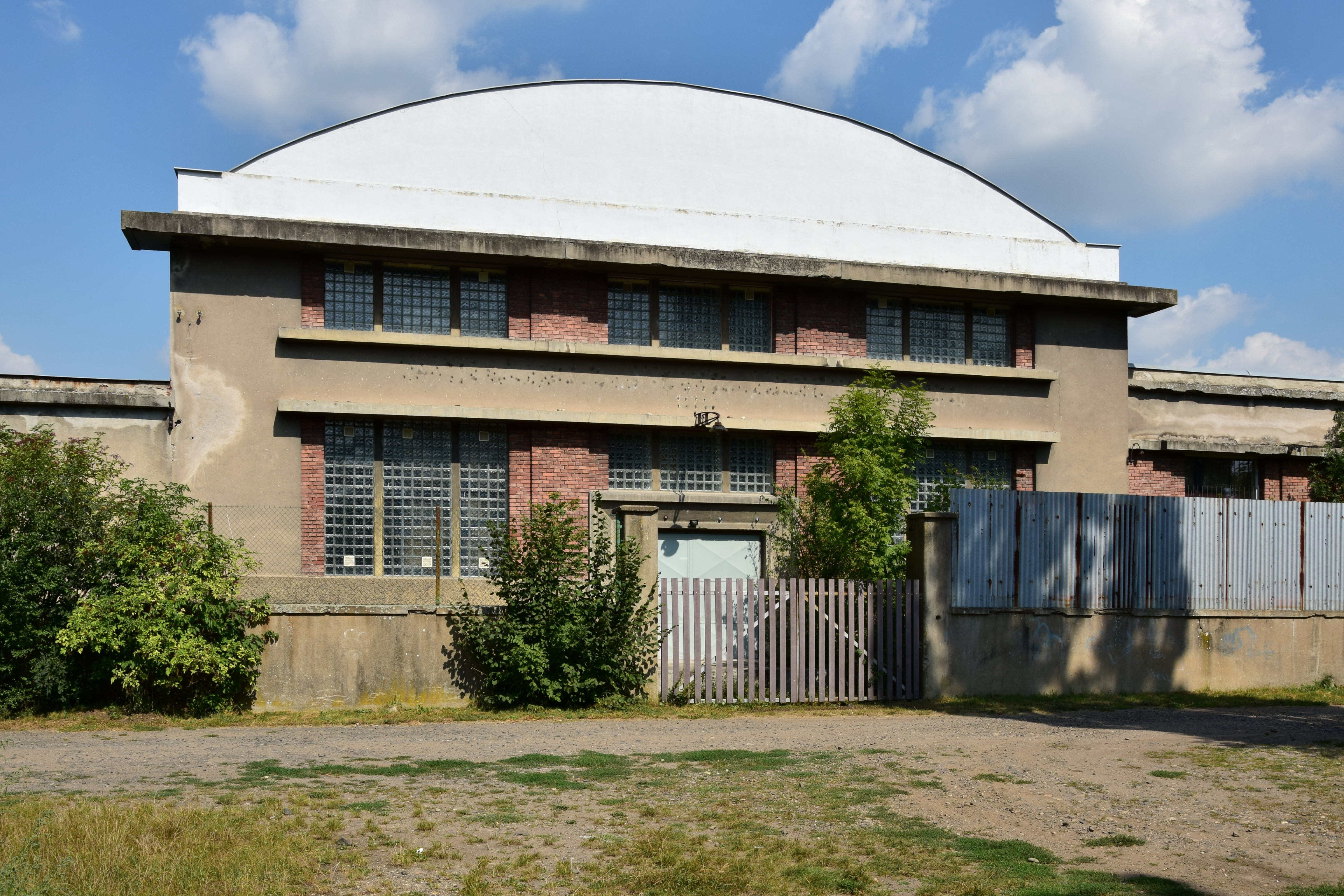
Čerpací stanice v Tvršicích

Provozní vodu měla zajišťovat řeka Bílina se zvýšením průtoku díky přehradě, která měla vzniknout v Krušných horách na Telčském potoce. Velká spotřeba vody v povodí Bíliny by si však vynutila stavbu drahého podzemního potrubí, takže zdrojem vody se stala řeka Ohře, z níž vodu dopravoval vodovod.
Čerpání vody umožnila nově vybudovaná vodárna na Ohři v Tvršicích. Pro počáteční provoz elektrárny s výkonem 30 MW dodávala asi 65 litrů vody za sekundu. Vodu z řeky čerpala dvojice čerpadel s výkonem 65 a čtyřicet litrů za sekundu. Další výtlačná čerpadla se stejným výkonem vodu dopravovala do Ervěnic. Větší čerpadlo umožnilo dosáhnout dopravní výšku 210 metrů, zatímco menší 135 metrů. Všechna čerpadla byla poháněna elektromotorem.
Vodovod dlouhý 22 kilometrů vedl převážně podél existujících komunikací přibližně v trase Tvršice – Velemyšleves – Sušany – Malé Březno – Holešice a kolem lomu Hedvika do elektrárny. Voda potrubím stoupala v úseku dlouhém 17,5 kilometru z nadmořské výšky 194 metrů u sacích studní hlavních čerpadel ke kótě 294 metrů poblíž Holešic. V nejvyšším bodě byla zřízena uzavřená železobetonová nádrž s kapacitou 660 m³, která kromě vyrovnávání stavu v potrubí tvořila rezervu pro tři hodiny provozu elektrárny při výkonu 30 MW. Další rezervní nádrž na vodní věži u transformátorů elektrárny měla objem 270 m³ a třetí záložní zdroj tvořil rybník u chladicích věží s objemem 24 440 m³. Celkem rezervní zásobníky umožnily nepřerušený provoz po několik dní, během nichž by byla případná závada na vodovodu odstraněna.
Po vybudování dřínovské nádrže se voda čerpala z ní.

## Zásobování uhlím

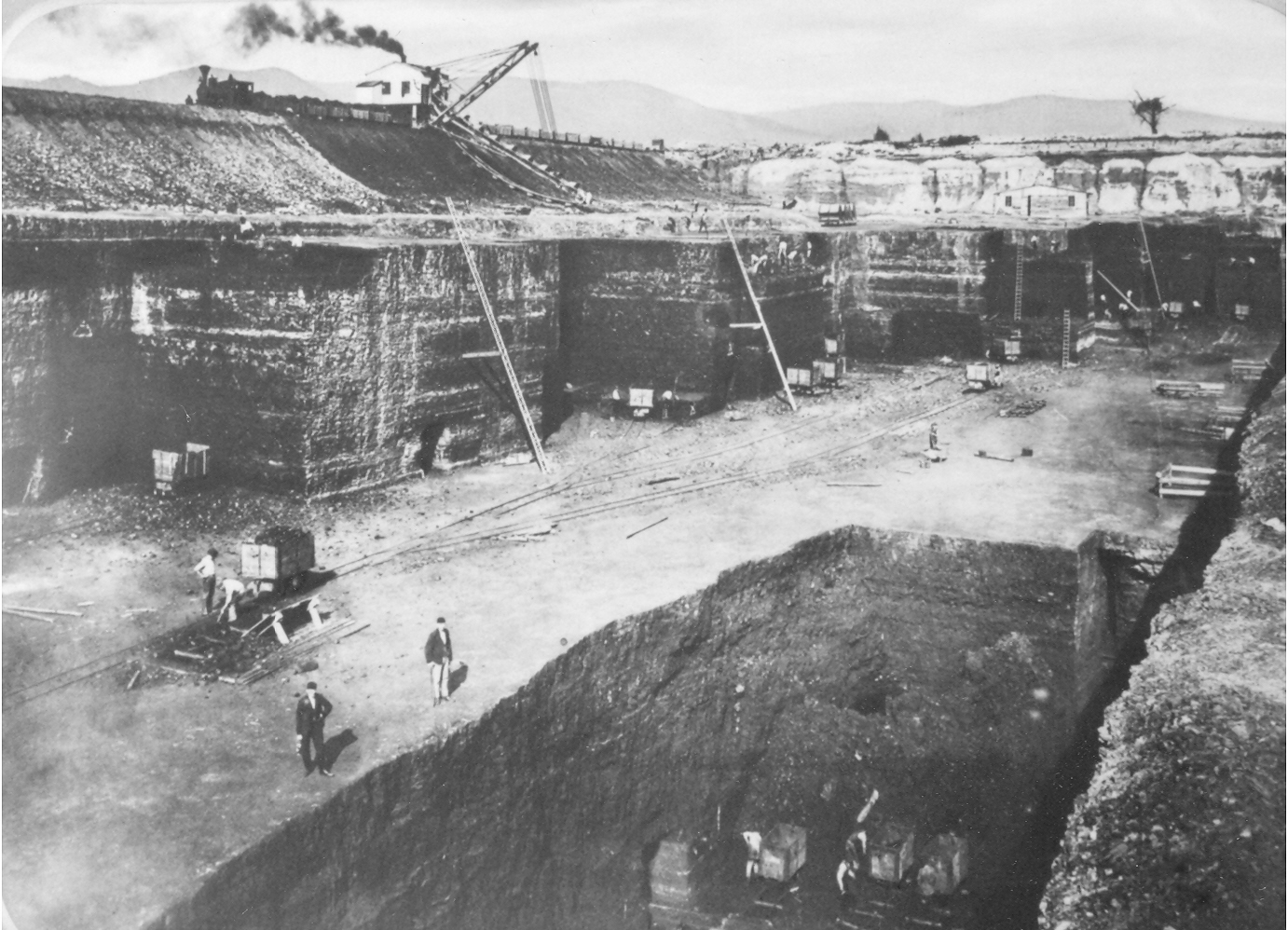
Lom Hedvika

Dodavatelem uhlí pro elektrárnu byl lom Hedvika. Vybrán byl pro velké zásoby snadno těžitelného uhlí (tehdy odhadované společně se sousedním dolem Julius na pět set miliónů tun) a nízkou cenu, která byla šest korun za sto kilogramů uhlí (ostatní zvažované doly nabízely stejné množství za cenu okolo deseti korun). V elektrárně se spalovalo málo kvalitní uhlí s obsahem lupků a mouru, které mělo výhřevnost 2000–2300 kalorií na kilogram, ale na trhu bylo vzhledem k vysokým nákladům na třídění a dopravu neprodejné. V lomech se proto hromadilo na skládkách, které obtěžovaly okolí prachem a někdy i požáry způsobenými samovznícením.
Uhlí se z místa těžby odváželo ve vozících úzkokolejnou dráhou k důlní třídičce. Hodina plného provozu bloku Ervěnice I (před rozšířením) vyžadovala třináct vagonů. Z třídičky vedla řetězová dráha do úpravny před kotelnou, kde se palivo drtilo a mísilo, aby získalo požadované parametry. Ke kotlům nebo na skládku uhlí palivo dopravovaly šikmé pásové dopravníky. Využití odpadního uhlí z jiných dolů umožňovala železniční vlečka, která u skládky končila. Skládka měla půdorys 50 × 80 metrů a její provoz umožňoval portálový jeřáb s rozpětím padesát metrů.

## Kotelna a strojovna
Kotelna bloku Ervěnice I měla rozměry 88 × 39 metrů. Kvůli neúnosnému podloží spočívala na armované betonové desce uložené na dusaných betonových pilotech. Kotle byly v kotelně uspořádány do dvou řad po osmi, přičemž v jedné řadě měly rošty s výhřevnou plochou 600 m², zatímco ve druhé 800 m². Nad nimi se nacházely palivové zásobníky s kapacitou asi dva tisíce tun, která při výkonu třiceti megawattů stačily na 24 hodin provozu. Dva až tři kotle bývaly mimo provoz a sloužily jako rezerva pro případ poruchy jiného kotle.
Zplodiny odváděla trojice komínů. Všechny byly sto metrů vysoké a vnější průměr měly dvanáct metrů.
Popel se z elektrárny odvážel do vytěženého prostoru lomů sklopnými vozíky taženými parní lokomotivou.
Strojovna měla půdorys o velikosti 78 × 16 metrů. Ve strojovně byly v první fázi výstavby osazeny turbíny se 3000 otáčkami za minutu. Dvě turbíny byly vyrobeny ve Škodových závodech a jedna pocházela od firmy Breitfeld-Daněk / Dr. Röder. Generátory dodaly firmy Kolben, AEG a Škoda. Každý měl výkon patnáct megawattů.
Chlazení zpočátku zajišťovala dvojice chladicích věží s půdorysem 31 × 31 metrů a výškou 38,5 metru nad terénem. Spotřeba chladicí vody o teplotě 25 °C dosahovala 6000 m³/h.